# 大阪水道総合サービス
株式会社大阪水道総合サービス(おおさかすいどうそうごうサービス、英語表記：Osaka Water General Service Co.,Ltd.、通称：OWGS)は日本の水道事業を行う会社。本社を大阪府大阪市阿倍野区旭町のあべのメディックスに置く。

## 概要
大阪市水道局が株式の100%を所有する株式会社で、大阪市水道局の監理団体。前身は財団法人大阪市水道事業サービス協会と財団法人大阪市水道技術協会で、2007年4月1日に大阪市水道技術協会が大阪市水道事業サービス協会に統合され、2008年7月1日に大阪市水道事業サービス協会から業務を引き継ぐ形で営業を開始した。
水道メーターの検針・窓口対応・料金徴収業務などから、受水槽・高架水槽の検査業務、上水道施設の運転・維持管理業務、コンサルティングやセミナーの開催など上水道に関する幅広い業務を受託している。また自社で上水道に関するソフトウェア・システム開発も手がける。
元々大阪市水道局の委託業務を随意契約で大阪市内の検針業務などを受託する会社であったが、2013年に大阪市は水道事業での随意契約を廃止し、一般競争入札を基本としたため、2013年度決算では赤字に転落した。しかし、2014年度以降は大阪広域水道企業団などの他の水道事業体からの受託業務を増やしたため、黒字に転換している。

## 沿革
- 1969年1月 - 財団法人大阪市水道事業サービス協会設立
- 1974年12月 - 財団法人大阪市水道技術協会設立
- 2007年4月1日 - 財団法人大阪市水道技術協会が解散、大阪市水道事業サービス協会に統合される。
- 2008年4月16日 - 大阪市水道局100%出資の株式会社として株式会社大阪水道総合サービス設立
  - 6月30日 - 大阪市水道事業サービス協会が解散
  - 7月1日 - 大阪市水道事業サービス協会から全ての事業を引き継ぐ形で営業開始